# Frans Wilhelm Theodor Granström
Frans Wilhelm Theodor Granström, född 28 januari 1827, död 30 november 1891, var en svensk jurist.
Granström blev student 1846, auskultant vid Svea hovrätt 1849, extra ordinarie notarie vid samma hovrätt 1850, vice notarie vid samma hovrätt 1851, vice häradshövding 1854, tillförordnad kopist i Justitierevisionsexpeditionen 1860 och utnämndes till ämbetet 1861. 1863 blev han notarie vid Överståthållarämbetet för polisärenden, senare samma år biträdande polismästare i Stockholm och tjänstgjorde som tillförordnad polisdomare i Stockholm mellan 1864 och 1868. Han var ordinarie polismästare mellan 1875 och 1885. Därefter var han kamrer vid Överståthållarämbetet för uppbördesärenden.
Vid sin avgång som polismästare präglades en tacksamhetsmedalj åt honom för tio år i polisens tjänst. Han var riddare av Vasaorden, Nordstjärneorden, Sankt Stanislausorden, Zähringer Löwenorden, Kristusorden och Italienska kronorden.